# Was nicht passt, wird passend gemacht (Fernsehserie)
Was nicht passt, wird passend gemacht ist eine deutsche Fernsehserie, die zwischen 2003 und 2007 ausgestrahlt wurde. Sie basiert auf dem gleichnamigen Kinofilm von Peter Thorwarth.

## Handlung
Die Bauarbeiter Kalle, Jochen und Kümmel arbeiten für ihre Chefin Gerda Wiesenkamp auf einer Baustelle. Da die drei aber ständig andere Sachen als die Arbeit im Kopf haben, sind Konflikte mit ihrer Chefin vorprogrammiert. Mit Bauvorschriften nehmen sie es nicht so genau, frei nach dem Motto Was nicht passt, wird passend gemacht. Zu ihnen gesellt sich auch Oppa Funke, der zwar längst in Rente ist, sich aber ständig selbst eine Aufgabe sucht. Zudem erhalten die Männer regelmäßig Besuch von Jochens Tochter Martina, die den Männern den Kopf verdreht.

## Charaktere

### Karl-Heinz ‚Kalle‘ Langmann
Kalle ist Bauarbeiter mit Leib und Seele. Als Choleriker mischt er die Baustelle und seine Kollegen ständig auf. Mit seinem grenzenlosen Selbstbewusstsein schmeißt er sich sogar an seine Chefin Gerda ran.

### Jochen Kowalski
Jochen ist der Polier auf der Baustelle und hat somit die Verantwortung über die Mannschaft. Seine Eigenschaft keine Entscheidungen treffen zu können, bereitet zwangsläufig Probleme. Weitere Probleme entstehen durch die Tatsache, dass seine Tochter „Engelchen“ Martina mittlerweile erwachsen geworden ist. Nicht leicht für einen alleinerziehenden Vater.

### Mehmet ‚Kümmel‘ Izlut
Mehmet ist im Gegensatz zu Kalle und Jochen ein ruhiger und besonnener Zeitgenosse. Als Türke der „zweiten“ Generation hat er beide Kulturen im Blut. Mehmet ist der Magaziner der Truppe. Hierbei beschränkt sich seine Tätigkeit auf einen halbvollen Werkzeugkoffer und den Presslufthammer.

### Hans-Wilhelm ‚Oppa‘ Funke
Oppa ist absolut schwerhörig, was dazu führt, dass er nur das hört, was er hören will. So ist er längst in Rente, was ihn aber nicht davon abhält die Baustelle unsicher zu machen.

### Gerda Wiesenkamp
Gerda ist die Chefin des Bautrupps und hält die Jungs auch ziemlich auf Trab.

### Martina Kowalski
Jochens Tochter Martina ist eine hübsche Blondine, die genau weiß, wie sie die Männer um den Finger wickeln kann. Das funktioniert bei ihrem Vater ebenfalls.

## Hintergrund
Die Regisseure der Serie waren Christian Zübert, Matthias Lehmann, Lutz Winde, Sophie Allet-Coche und Dominic Müller. Peter Thorwarth schrieb unter einem Pseudonym zwei Folgen für die Serie und spielt in der ersten Folge eine Nebenrolle. Außer Ralf Richter übernimmt keiner der Hauptdarsteller aus dem Film eine Rolle in der Serie.

## Auszeichnungen
Die Serie gewann keine Preise, wurde aber im Jahr 2004 in zwei Kategorien für den Deutschen Comedypreis nominiert. Zum einen galt dies für Ralf Richter als Bester Schauspieler in einer Comedy, zum anderen die Produzenten für die Produktion der Besten Comedy-Serie.

## Wissenswertes
Die Titelmelodie lieferte die Deutschrock-Band Die Schröders.